# Ptochophyle dubia
Ptochophyle dubia là một loài bướm đêm trong họ Geometridae.